# George Dixon (homme politique)
George Dixon (1820 - 24 janvier 1898) est un homme politique du Parti libéral anglais puis unioniste libéral qui est actif dans le gouvernement local de Birmingham et siège à la Chambre des communes pendant deux périodes entre 1867 et 1898. Il est un grand partisan de l'éducation pour tous les enfants.

## Biographie
Né en 1820 à Gomersal, Yorkshire, il fait ses études à la Leeds Grammar School et apprend le français en France. Il s'installe à Birmingham en 1838 avec son frère et rejoint Rabone Brothers, une entreprise de marchands. Il devient associé en 1844 et se hisse à la tête de l'entreprise dans laquelle il reste toute sa vie.
Dixon entre dans le gouvernement local en tant que conseiller d'Edgbaston à Birmingham en 1863. Il est élu maire en novembre 1866.
En juillet 1867, il démissionne de ses fonctions pour devenir candidat parlementaire à Birmingham après la mort de William Scholefield. Il est élu député le 23 juillet 1867.
Il est élu au conseil scolaire en 1870 et président en 1876, après s'être retiré du parlement lorsque sa femme est tombée malade. Il démissionne du conseil d'administration en 1896. En 1885, il devient député d'Edgbaston et reste au Parlement jusqu'à sa mort en 1898.

## Éducation pour tous
L'une de ses premières réalisations en tant que maire au début de 1867 est une conférence privée qu'il tient dans sa maison avec les principaux dirigeants de la ville afin de discuter d'un remède possible au manque d'éducation des enfants. En mars, une réunion publique a lieu à l'hôtel de ville où la Birmingham Education Society est formée sur le modèle de celle créée à Manchester et Salford en 1864. La société collecte des fonds pour payer les frais de scolarité de certains enfants et fait prendre conscience du besoin.
Les sociétés d'éducation ouvrent la voie à la National Education League, plus audacieuse et plus politique, qui débute à Birmingham en 1869, présidée par Dixon, avec le soutien de Joseph Chamberlain (vice-président, plus tard président du comité exécutif), Jesse Collings (secrétaire honoraire de la Ligue et de l'Education Aid Society), Robert William Dale et William Harris. La Ligue décide qu'un projet de loi devrait être préparé pour la session suivante du Parlement pour donner une éducation non confessionnelle à tous les enfants. Après quelques promesses politiques et compromis, la loi de 1870 sur l'enseignement élémentaire (Forster's Act) est adoptée, répondant à certaines des exigences de la Ligue, et les premiers conseils scolaires sont élus. La Ligue continue à faire campagne pendant encore sept ans et l'enseignement élémentaire (jusqu'à 12 ans) devient finalement gratuit et obligatoire en Angleterre et au Pays de Galles. En 1867, Dixon présente un projet de loi visant à établir des commissions scolaires dans les régions où il y a déjà suffisamment d'écoles. Ce projet de loi est rejeté.
L'une des expériences de Dixon est la création en 1884 de la Bridge Street Technical School dans les anciens locaux de Cadbury, achetée par lui, convertie en école à ses frais et louée au conseil à un loyer nominal. Elle enseigne les sciences et la mécanique à 400 des garçons les plus brillants pendant deux ans au-delà de l'âge normal de fin d'études. C'est un grand succès et est répété dans les grandes villes du pays, et aboutit à la loi sur l'enseignement technique, qui officialise le financement de ce type d'école. En 1888, l'école technique déménage pour occuper la Oozells Street Board School sous le nom de George Dixon Higher Grade School et accueille des filles. Waverley Road Higher Grade School est créée à Small Heath en 1892 pour 555 enfants.
Dixon est nommé homme d'honneur honoraire de Birmingham en 1898, l'année de sa mort.

## Famille
En 1855, Dixon épouse Mary Stansfeld (décédée en 1885), sœur de l'homme politique James Stansfeld et fille de James Stansfeld, juge à Halifax. Ils ont trois fils et cinq filles, dont l'architecte Arthur Stansfield Dixon ,.